# Sipiory (gmina)
Sipiory – dawna gmina wiejska istniejąca w latach 1934–1954 w woj. poznańskim/pomorskim/bydgoskim (dzisiejsze woj. kujawsko-pomorskie). Siedzibą władz gminy były Sipiory.
Gmina zbiorowa Sipiory została utworzona 1 sierpnia 1934 roku w powiecie szubińskim w woj. poznańskim z dotychczasowych jednostkowych gmin wiejskich: Dębogórki, Dębogórzyn, Elizewo, Józefkowo, Kowalewko, Michalinka, Paulina, Piotrowo, Rozstrzębowo, Sipiory, Słonawki, Słonawy, Studzienki, Suchoręczek, Weronika, Wojcieszyn i Zabłocie (oraz z obszarów dworskich położonych na tych terenach lecz nie wchodzących w skład gmin). 
1 kwietnia 1938 gmina Sipiory została przyłączona do woj. pomorskiego. 6 lipca 1950 roku zmieniono nazwę woj. pomorskiego na bydgoskie. Według stanu z dnia 1 lipca 1952 roku gmina składała się z 10 gromad: Dębogóra Elizewo, Józefkowo, Kowalewko, Piotrowo, Rozstrzębowo, Sipiory, Słonawy, Suchoręcz i Szczepice.
Gmina została zniesiona 29 września 1954 roku wraz z reformą wprowadzającą gromady w miejsce gmin. Jednostki nie przywrócono 1 stycznia 1973 roku po reaktywowaniu gmin.